# Монтефорте-Чиленто
Монтефорте-Чиленто (італ. Monteforte Cilento) — муніципалітет в Італії, у регіоні Кампанія, провінція Салерно.
Монтефорте-Чиленто розташоване на відстані близько 290 км на південний схід від Рима, 100 км на південний схід від Неаполя, 55 км на південний схід від Салерно.
Населення — 553 особи (2014).

## Демографія
Населення за роками:

Станом на 1 січня 2023 року в муніципалітеті офіційно проживало 36 іноземців з 13 країн, серед них 17 громадян країн Євросоюзу.

## Сусідні муніципалітети
- Чичерале
- Фелітто
- Мальяно-Ветере
- Оррія
- Перито
- Роккадаспіде
- Трентінара